# Artematopus bogotanus
Artematopus bogotanus is een keversoort uit de familie Artematopodidae. De wetenschappelijke naam van de soort is voor het eerst geldig gepubliceerd in 1889 door Kirsch.